# Пурс, Лаймонис
Ла́ймонис Пурс (латыш. Laimonis Purs; настоящее имя Лаймонис Янович Страздиньш, латыш. Laimonis Strazdiņš; 3 июня 1922 года, Вилцская волость — 27 ноября 2016 года) — латышский и советский писатель.

## Биография
Родился 3 июня 1922 года в семье рабочего. С 1923 года жил в Риге. В 1937 году поступает в 1-ю Рижскую городскую школу. Из-за войны в 1941 бросает обучение в Государственном техникуме (химическое отделение).
С 1944 года работает в журнале «Cīņa». Дебютировал в литературе в 1945 году с рассказом «Karavīra vēstule» в журнале «Padomju Jaunatne». С 1950 по 1951 год работает в журнале «Padomju Jaunatne». В 1956 году пишет свой первый роман «Тени исчезают» («Ēnas gaist»), с этого года вступает в Союз писателей Латвии. С 1952 по 1960 год ответственный секретарь в журнале «Zvaigzne». В 1960 году пишет свое самое знаменитое произведение «Пылающее городище» (Degošais pilskalns).
В последнее время тяжело болел, отказывался от лекарств. 8 ноября 2016 года пытался покончить с собой, после чего впал кому. Не приходя в сознание, 27 ноября скончался.